# 15005 Guerriero
15005 Guerriero è un asteroide della fascia principale. Scoperto nel 1997, presenta un'orbita caratterizzata da un semiasse maggiore pari a 3,1689862 UA e da un'eccentricità di 0,1563196, inclinata di 5,85969° rispetto all'eclittica.